# Furikake
Il furikake (振り掛け / ふりかけ?) è un tipico condimento della cucina giapponese. Consiste tipicamente di un mix tritato di pesce essiccato, semi di sesamo, alghe, zucchero, sale e glutammato di sodio. Lo si ritrova nei negozi di alimentari in tutto il Giappone e anche nei supermercati (anche al di fuori del paese). Viene confezionato in razioni individuali in piccoli sacchetti.

## Preparazione e ingredienti
Si consuma insieme al riso in bianco, preferibilmente al vapore, sopra al quale va sparso. Si può usare anche come ripieno per onigiri. È composto da un misto di pesce essiccato, semi di sesamo tostati, alga marina nori essiccata e tritata, zucchero e sale. Per dare un sapore diverso si possono utilizzare vari ingredienti come il katsuobushi o l'okaka, salmone, shiso, miso in polvere, verdure ecc.